# Cefal złocisty
Cefal złocisty, singil, cefal złotogłowy (Liza aurata) – gatunek ryby z rodziny mugilowatych (Mugilidae). Poławiana gospodarczo.

## Występowanie
Wybrzeża zachodniej Europy do Danii i południowej Anglii oraz basen Morza Śródziemnego i Morze Czarne.
Żyje w ławicach. Wchodzi do rzek.

## Opis
Osiąga 50 cm długości. Otwór gębowy większy niż u innych mugilowatych. Szczęka górna uzębiona. Powieki tłuszczowe szczątkowe.
Grzbiet brązowy, wzdłuż boków 6–7 podłużnych, brązowych smug, brzuch srebrzystobiały. Za oczami i na pokrywach skrzelowych charakterystyczne złote palmy.